# 로메스코
로메스코(카탈루냐어: romesco)는 카탈루냐의 소스이다.

## 만들기
구운 토마토, 구운 단고추, 구운 마늘과 생마늘, 식초, 올리브유나 해바라기씨유, 그리고 아몬드, 잣, 개암 등 견과류를 갈아서 만든다. 물에 불린 건조 뇨라를 사용하는 경우가 많으며, 맵게 하려면 페페론치노와 비슷한 작은 건고추를 함께 넣기도 한다. 양파를 넣어 만들기도 한다. 빵을 넣어 만드는 경우도 있으며, 이때 빵은 올리브유에 튀기듯 익혀 함께 간다. 생선이나 달팽이 요리와 낼 때는 민트, 파슬리, 회향 등 향신료를 넣어 만들기도 한다.

## 같이 보기
- 무함마라